# التكيف مع تغير المناخ في غانا
من المتوقع أن تضع غانا خطة تكيف وطنية تحدد الاستراتيجيات التي تتخذها البلاد للتكيف مع الظروف المناخية المتغيرة حيث أصبحت غانا طرفًا في اتفاقية الأمم المتحدة الإطارية بشأن تغير المناخ في سبتمبر 1995، وصدقت على اتفاق باريس في سبتمبر 2016. 

## نقاط الضعف الرئيسية

### الأمن الغذائي
تعد الزراعة هى عمود غانا الأساسي الذى يستمد منه اقتصاد غانا الموارد الأساسية حيث تشكل الزراعة 33% من الناتج المحلي الإجمالي للبلاد، و تتطلب الزراعة حماية البيئة الطبيعية لإنشاء النظام الغذائي. يعمل أكثر من نصف سكان غانا البالغ عددهم 32 مليون نسمة في الزراعة و الثروة الحيوانية.    تؤثر ارتفاعات درجات الحرارة و الجفاف الشديد على القطاع الزراعي الذى يعد قطاع شديد الحساسية بالمناخ. وفي عام 2016، واجه حوالي 5% من سكان غانا انعدام الأمن الغذائي وواجه حوالي 2 مليون شخص خطر انعدام الأمن الغذائي. 

### موارد المياه
تشكل تغير المناخ تهديدا خطيرا لإمدادات المياه في غانا، التي تتأثر بالفعل بتقلب المناخ. وقد يكون لدى المناطق المتأثرة بتغير المناخ في العالم قدر أقل أو أكثر من المياه المتاحة للطاقة الكهرومائية والزراعة والصناعة والاستخدام البشري في أي وقت معين. ويمكن أن يكون للتغيرات في هطول الأمطار أثر على تغذية المياه الجوفية وكذلك على جريان الأنهار، في حين أن ارتفاع درجات الحرارة قد يقلل من جريان المياه. وسيزيد تغير المناخ من تفاقم قضية المياه في غانا، التي تؤثر بالفعل على 25 في المائة من السكان والتي لا بد من الحصول على المياه العذبة بالنسبة لها. ويعتمد النمو الاجتماعي والاقتصادي في غانا على توافر المياه العذبة، ومن ثم، فمن أجل التصدي لتغير المناخ بسياسات محددة الهدف، من الأهمية بمكان فهم كيفية تأثيره على الموارد المائية.ارتفاع في مستوى النقل عن طريق المياه    

### صحة
أظهرت دراسات عديدة أن تغير المناخ والضعف المناخي يرتبطان بنحو نصف أمراض في غانا.. ومن المتوقع أن يصبح العديد من الأمراض، بما فيها التهاب السحايا والملاريا، أكثر شيوعا نتيجة لتغير المناخ. وقد اكتُشفت نواقل خارجية تسبب أمراضاً مثل الحمى الصفراء والملاريا في المناطق التي كانت غائبة فيها سابقاً بسبب التغيرات في الظروف المناخية. والقضايا المرتبطة بالفقر، مثل سوء التغذية وعدم كفاية المرافق الصحية، قد تجعل بعض المجتمعات المحلية أكثر عرضة للآثار الصحية لتغير المناخ. وعلاوة على ذلك، فإن مسائل مثل الافتقار إلى المرافق الصحية والعاملين الطبيين ستعيق قدرة الأمة على التكيف، وهي قدرتها على التنبؤ بهذه العواقب والتخطيط لها والتصدي لها. 